# ستارغيت
ستارغيت (بالإنجليزية: Stargate) (بلغة القدماء: ) أي أستريا بورتا وتعني بالعربية بوابة النجوم هي سلسلة خيال علمي عسكري، في البداية كتب قصتها رولان إيميريش ودين ديفلين. أول فيلم في السلسلة كان بعنوان ستارغيت. كان صدر أصلا في 28 أكتوبر، 1994 من إنتاج شركتي مترو غولدوين ماير وكاركولو، وعرض في عدة بلدان في العالم. بلغت أرباحه ما يقارب 200 مليون دولار أمريكي في جميع أنحاء العالم. بعد ثلاث سنوات، أنشأ الكندي براد رايت وجوناثان غلاسنر مسلسلا تلفزيونيا بعنوان ستارغيت إس جي 1 كاتمام للفيلم.
بالإضافة إلى السينما والتلفزيون، توسعت ستارغيت في وسائل الإعلام الأخرى، بما في ذلك الكتب وألعاب الفيديو، والمجلات المصورة. هذا ما أسفر عن تطور هام في العرض وقصته الخيالية وزاد في عدد المعجبين. في عام 2008، تم إطلاق فلمين: ستارغيت تابوت الحقيقة وستارغيت: كونتينوم مباشرة إلى الدي في دي دون عرضهم في السينما، والذي حقق أرباحا تقدر باكثر من 21 مليون في الولايات المتحدة. في عام 2002، أطلقت هذه السلسلة أول مسلسل رسوم متحركة، ستارغيت إنفينيتي. في عام 2004، بدأ عرض ستارغيت أطلانتس التي اقتبست قصته من ستارغيت اس جي 1.و الآن أحدث مسلسل جديد هو بعنوان ستارغيت يونيفرس، وبدأ يبث يوم 2 أكتوبر 2009 على قناة SyFy في الولايات المتحدة الأمريكية وعلى قناة Space Channel في كندا.

## الانطلاقة
| رموز بوابة النجوم ال39 |
| ---------------------- |
|                        |
|                        |
|                        |
|                        |
|                        |

تقع أحداث سلسلة ستارغيت في الحاضر. في بداية المسلسل الأول، ستارغيت إس جي 1، لم يكن لدى البشر الأرضيين أي نوع من التكنولوجيات المتطورة عن يومنا هذا وقد عرف الأرضيون في المجرة بالتاوري. في فلم ستارغيت، اكتشفت في الجيزة بمصر في العشرينات حلقة معدنية عملاقة غريبة وجدت مدفونة تحت التراب. لكنها لم يمكن للأرض أن تفهم الهدف الحقيقي لهذا الجهاز إلا في سنة 1994 (السنة التي عرض فيها الفيلم ووقعت فيها أحداثه) حيث تمكنوا من استعمالها في استكشاف المجرة.
منذ أول مهمة لهم على كوكب معروف باسم أبيدوس، واصلت الأرض استعمال الستارغيت للاستكشاف والدفاع عن البشرية من الكائنات الفضائية المهددة لها، قصة المواسم الثمانية الأولى من ستارغيت إس جي 1 تمحورت حول كائن عدو طفيلي فظيع معروف بالغواؤلد وكان الشرير الرئيسي. أيضا أنشأ «برنامج ستارغيت» الذي كان مشروعا سريا للقوات الجوية الأمريكية لا يعلم به المدنيون والعامة، وذلك لجمع المعارف والحلفاء والتكنولوجيات اللازمة للدفاع عن كوكب الأرض. كما ركزت قيادة الستارغيت التابعة لهذا البرنامج العسكري على القيام بمبادلات وتكوين علاقات دبلوماسية مع بقية المجرة. لذلك كان لهذا البرنامج (محور القصة الرئيسية لستارغيت إس جي 1)
الفضل في التعريف بالأرضيين في المجرة.
في السنوات العشرة الأولى من أول رحلة عبر الستارغيت أصبحت الأرض متقدمة تكنولوجيا، وقادرة على قهر أي أعداء لها. ذلك للحفاظ على هذه التقنية السرية الجديدة (السفر عبر الكواكب) بعدم الكشف عن وجود الستارغيت أو حتى الكائنات الفضائية، لذلك، معظم التكنولوجيات الموجودة تستعمل سريا من قبل الجيش حتى لا يجلبوا انتباه العامة.
التاوري هم أبطال سلسلة ستارغيت. «تاو'ري» هو مصطلح مستعمل من قبل متساكني مجرة درب التبانة لالأرض والكائنات البشرية من الأرض. الكلمة تعني «الأوائل» أو «أولئك من العالم الأول» في لغة الغواؤلد لأنهم يعتقدون بأن الحياة البشرية ابتدأت على الأرض. هذا المصطلح يستعمل حاليا لوصف خاصة البشر الذين ولدوا في الأرض. خاصة بعد تقدم برنامج ستارغيت وبدايته تهديد إمبراطورية الغوائلد.
في الموسم السادس من ستارغيت إس جي 1، ونتيجة للاستكشاف، أصبح التاوري جنسا قويا وذا معرفة قادرة على بناء أول سفينة فضاء حربية لهم، الوعد من صنف «بي سي-303»، التي كانت بدائية مقارنة بالسفن الفضائية التي تمتلكها الأجناس الأخرى، لكن هذه السفينة مثلت خطوة كبيرة في تطور التاوري.
أيضا مثلت سفينة الوعد السفينة الرئيسية لأسطول التاوري لعدة سنوات وكانت حاضرة أثناء تدمير وسقوط جنس الغواؤلد. لكن تطور التاوري اللاحق في الموسم الثامن من ستارغيت إس جي 1، مكنهم من تطوير صنف جديد من السفن غير 303، وهي السفينة من سلسلة 304، المعروفة بدايدالوس.
منذ إنشاء صنف 304، تم بناء ستة سفن مماثلة، منها دايدالوس، الأوديسة، كوروليف، أبولو، سان تزو وجورج هاموند. هذه السفن هي من أكثر الإنجازات التي ظهرت في ستارغيت تطورا وهي قادرة على حماية الأرض من أعدائها. بالتالي وضعت هذه السفن التاوري في مركز قوي بالمجرة، ومكنتهم من فرض وجودهم على مجرتي درب التبانة وبيغاسوس. أيضا مع إعطاء شعب الأسغارد كل تكنولوجياتهم ومعارفهم إلى الأرضيين التاوري مما زادهم تقدما.

## عرضه في الوطن العربي
تبث بعض مسلسلات ستارغيت على قنوات شوتايم العربية، لم تتم دبلجة السلسلة باللغة العربية. كما عرضت قناة فوكس سيريز المواسم الثلاثة الأولى من مسلسل ستارغيت إس جي 1 في ديسمبر من سنة 2008، كما عرض الفيلم الأول في عدة قنوات عربية مترجما. وفعلاً نجح الفيلم، لكن كانت المسلسلات التالية له ممنوعة من العرض بالسينمات والقنوات العربية لما يتعارض مع التوحيد. فبعض الكائنات التي ظهرت في ستارغيت مثل الغواؤلد الاوراي كانوا يعتبرون أنفسهم آلهة وأنه يجب على جميع البشر عبادتهم.

## أحداث قصة ستارغيت عبر الزمن
- 1906 : اكتشاف جهاز DHD (جهاز اتصال بوابة النجوم) من قبل الألمان في الجيزة بمصر.
- 1928 : اكتشاف بوابة النجوم في الجيزة، مصر.[4]
- 1945 : أول تجربة سفر عبر البوابة. عبرها إرنست ليتلفيلد لكي يعود إلى الأرض بعد 50 سنة، بفضل فريق SG-1.[5]
- 1969 : التقاء الكابتن الشاب هاموند بفريق قادم من المستقبل (SG-1).
- 1996 : ثاني تجربة سفر عبر البوابة. عبرها فريق استكشاف إلى كوكب أبيدوس.
- 1996 : فريق الاستكشاف في أبيدوس يساعد السكان الأصليين في القيام بثورة ضد سيد نظام الغواؤلد الأعلى رع وبالتالي يقومون بدون قصد بإشعال الحرب بين الأرض والغواؤلد.
- 1997 : الأرضيون يكتشفون شبكة غير محدودة من بوابات النجوم التي تمكن أن تأخذك إلى أي كوكب في المجرة.
- 1997 : بداية الحرب بين الأرض والغواؤلد، حيث يحاربون سيد النظام أبوفيس أخ رع الذي كان الشرير الرئيسي لمدة أربع سنوات.
- 1998 : اكتشاف بوابة نجوم ثانية في كوكب الأرض في القارة الأنتاراكتيكية.
- 2000 : اكتشاف عدو أقوى بكثير من الغواؤلد: المتضاعفون.
- 2001 : موت سيد النظام أبوفيس.
- 2001 : يعود اختلال نظام سادة الغواؤلد بعد رجوع أنوبيس.
- 2001 : قوات أنوبيس تسحق التوكرا الذين أصبحوا مهددين بالانقراض.
- 2002 : إنشاء X-302، أول سفينة قتال من إنشاء البشر يمكنها الدخول في الهايبرسبيس.
- 2003 : إنشاء X-303، سفينة فضائية أرضية يمكنها حمل مقاتلات X-302 ويمكنها الدخول في الهايبرسبيس.
- 2004 : معركة أنتاراكتيكا، هزم جيوش أنوبيس. وانهيار إمراطورية الغواؤلد.
- 2005 : بعثة علمية أرضية تذهب إلى أتلانتس مدينة القدماء الضائعة التي تقع في مجرة بيغاسوس.
- 2005 : اكتشاف مجرة القدماء الأصلية، والتي يتحكم بها شعب الاوراي. بداية نزوح الاوراي داخل مجرة درب التبانة.
- 2006 : فوز الأوراي على أسطول التاوري والجافا الأحرار والأسغارد بعد وصول أسطولهم في مجرة درب التبانة.
- 2006 : تهديد بعثة أتلانتس من قبل الأسورانيين.
- 2006 : يحصل التاوري على كل معرفة الأسغارد ويتم الاعتراف بأنهم الجنس الخامس.
- 2007 : يتم تأسيس محطة وصل بين مجرتي درب التبانة وبيغاسوس. وأتلانتيس تغير كوكبها بعد هجوم أسوراني.
- 2008 : بعل يغير خط الزمن لكي يمنع اكتشاف الأرضيين لبوابة النجوم لكي يحتل كوكبهم.[6]
- 2008 : مدينة أتلانتس تعود إلى كوكب الأرض لكي تقاتل الريث.
- 2009 : يسكتشف فريق أرضي فائدة الشيفرون التاسع ويعبر الفريق البوابة ليجد نفسه في سفينة قديمة تائهة في الكون.[7]

## إصدارات السلسلة
نظرا لعمل مطوري السلسلة بانفصال، لم تكن إنتاجات ستارغيت المتنوعة متوافقة مع بعضها البعض،
وذلك لعدم وجود تنظيم أو اتفاق رسمي بينهم،  حيث بعد عمل عدة مؤلفين ومطورين، ظهرت على الأقل ستة قصص منفصلة من حكاية ستارغيت، وبعضها تكملة للأخرى.

### إصدارات الأفلام والمسلسلات
| الفيلم                   | تاريخ الإصدار             | عائدات شباك التذاكر | عائدات شباك التذاكر | عائدات شباك التذاكر | المخرج        |
| الفيلم                   | تاريخ الإصدار             | الولايات المتحدة    | بقية العالم         | المجموع             | المخرج        |
| ------------------------ | ------------------------- | ------------------- | ------------------- | ------------------- | ------------- |
| ستارغيت                  | 28 أكتوبر، 1994           | $71,565,669         | $125,000,000        | $196,565,669        | رولاند إمريخ  |
| ستارغيت: ذي آرك أوف تروث | 11 مارس، 2008             | $13,166,110         | $20,354,000         | $33,520,110         | روبرت س. كوبر |
| ستارغيت: كونتينوم        | 29 يوليو، 2008            | $8,055,900          | —                   | —                   | مارتن وود     |
| ستارغيت: إكستينكشن       | غير معلن بعد              | غير معلن بعد        | غير معلن بعد        | غير معلن بعد        | أندي ميكيتا   |
| ستارغيت: ريفيلوشن        | غير معلن بعد              | غير معلن بعد        | غير معلن بعد        | غير معلن بعد        | مارتن وود     |
| المسلسل                  | الصانع                    | تاريخ البث          | تاريخ البث          | الحلقات             | المواسم       |
| المسلسل                  | الصانع                    | البداية             | النهاية             | الحلقات             | المواسم       |
| ستارغيت إس جي 1          | براد رايت وجوناثان غلاسنر | 27 يوليو، 1997      | 13 مارس، 2007       | 214                 | 10            |
| ستارغيت إنفينيتي         | ليوالد ومالياني           | 14 سبتمبر، 2002     | 24 مارس، 2003       | 26                  | 1             |
| ستارغيت أتلانتس          | براد رايت وروبرت س. كوبر  | 16 يوليو، 2004      | 9 يناير، 2009       | 100                 | 5             |
| ستارغيت يونيفرس          | براد رايت وروبرت س. كوبر  | 2 أكتوبر، 2009      | غير معلن بعد        | غير معلن بعد        | غير معلن بعد  |

### إصدارات الألعاب
- ستارغيت إس جي 1: ذي آلينس: كانت لعبة حاسوب مقتبسة عن عالم ستارغيت إس جي 1، والتي كانت سيتم إصدارها في آخر سنة 2005. لكن إصدار اللعبة تم إلغائه.
- ستارغيت: ريسيسنتس هي لعبة أونلاين، من ألعاب إطلاق النار من منظور اللاعب الثالث. أصدرت في 10 فبراير، 2010.
- ستارغيت ورلدز هي لعبة أونلاين فقط على الإنترنت وما زالت تحت التطوير وتتميز بأنها تتبع قصة المسلسل.
- لعبة مبادلة بطاقات ستارغيت هي لعبة أصدرت في ماي 2007. هي متوفرة في نسخات مطبوعة وعلى الإنترنت. صممت لعبة الإنترنت من قبل سوني أونلاين إنترتينمنت أما النسخات المطبوعة فمن تصميم كوميك إيماج.
- لعبة أدوار ستارغيت التعاقبية (آر بي جي) كانت منتجة من ألديراك إنترتينمنت. تم اعتبارها تابعة للسلسلة من قبل الناشرين وطاقم إم جي إم الذي يصنع ستارغيت.[18] لكن، عندما قامت سوني بشراء إم جي إم، أضاعوا رخصة إنتاج مثل هذه الألعاب.
- لعبتا فيديو مقتبستان من ستارغيت أصدرتهما أكليم إنترتينمنت: لعبة في جهاز نظام سوبر نينتيندو والأخرى في سيغا. أيضا لعبة تتريس وأخرى في نينتيندو جيم بوي.

## الأفلام

### ستارغيت
في سنة 1994، تم إطلاق فيلم الخيال العلمي العسكري ستارغيت، من إخراج رولاند إمريخ وساعده في الكتابة دين ديفلين. هذا الفيلم هو أصل كل إنتاجات ستارغيت التي أتت بعده، لأنه فسر الهدف والوسيلة وتاريخ بوابة النجوم.
يبدأ هذا الفيلم بموقع التنقيب على بوابة النجوم في الجيزة في 1928. وفي يومنا الحالي (سنة 1994) عالم الحضارة المصرية القديمة الفاشل دانييل جاكسون (جيمس سبيدر) يساعد في إعادة تشغيل الستارغيت عبر حل معاني الحروف الهيروغليفية التي وجدت مع بوابة النجوم والتي تقع في قاعدة عسكرية تابعة للقوات الجوية الأمريكية في جبل كريك بكولورادو. ثم يتم إنشاء فريق بقيادة جاك أونيل (كرت راسل) لعبور البوابة واستكشاف ما يكمن ورائها. عند وصولهم إلى الجانب الآخر يكتشفون وجود كوكب صحراوي به حضارة استعبدها فضائي يعبده السكان على أنه إلههم رع لذلك يحاول الفريق هزيمة قوات رع وأبناء جنسه الذين يلعبون دور الآلهة أيضا وتحرير هؤلاء المستعبدين بثورة لكن رع يفلت منها في سفينته الفضائية، لكن لم يتفطن بأن أونيل وضع قنبلة نووية في السفينة مما أدى إلى انفجارها في الفضاء الخارجي وموت رع. والآن يمكن لتلك الحضارة أن تعيش في سلام، ويعود أونيل مع بقية الفريق إلى الأرض عبر بوابة النجوم، لكن دانييل جاكسون يبقى على الكوكب بعد أن تزوج فتاة هناك اسمها شاوري.

### أفلام مُلغاة
بعد أن قام بيل مكاي بكتابة سلسلة من روايات ستارغيت الفيلم لمواصلة قصة الفيلم الأصلية، لكن رغم نجاح المسلسلات حول ستارغيت، صرح دين دفلين سنة 2006 صاحب قصة الفيلم الأصلي بأنه قام باتفاق إنتجي مع شركة إم جي إم وأعطاهم حقوق ستارغيت وهذا هو سبب تغير القصة في المسلسلات حول ستارغيت وعدم توافقها مع قصة الفيلم الأصلي والروايات. أيضا حسب دفلين، في مؤتمر كوميك كون بسان دييغو، من المفروض أن يصدر جزءان آخران من فلم ستارغيت، حيث الأول سيركز على الحضارة المصرية القديمة، الثاني سيركز على حضارة أخرى، والثالث سيجمع بين جميع هذه الحضارات. لكن من الصعب أن توافق عليه شركة إم جي إم خاصة بعد النجاح الذي حققته المسلسلات."

## التلفاز

الشخصيات الرئيسية الأصلية لمسلسل ستارغيت إس جي 1.

### ستارغيت إس جي 1
في سنة 1997، أنشأ وطور كل من جوناثان غلاسنر وبراد رايت ستارغيت إس جي 1، وهو مسلسل تلفزيوني يتابع القصة التي انتهت بها أحداث الفيلم الأصلي. بالرغم من أنه تم تغيير المملثين عن الفيلم الأصلي، كما تم الاستعانة بشخصيات الفيلم مثل دانيال جاكسون وجاك أونيل. كما تم تغيير العديد من مقومات الفيلم مثل الأمكنة فمثلا موقع قاعدة ستارغيت تم تغييره من مرفق عسكري خيالي في جبل كريك إلى قاعدة عسكرية في جبل شايان. كما تم تغيير العديد من الأطر الأخرى في الفيلم مثل الموقع النجمي لكوكب أبيدوس، والفضائي الشرير رع والجنس الذي كان يخدمه وهو الجافا، وكيفية السفر عبر بوابة النجوم.
بدأ عرض المسلسل لأول مرة في الولايات المتحدة في 27 يوليو 1997 على قناة شوتايم ثم بعد خمسة مواسم نقل عرضه إلى قناة ساي فاي. وعرض في العالم العربي على قناة فوكس سيريز في 2008. وهذا المسلسل من بطولة ريتشارد دين أندرسون في دور جاك أونيل ومايكل شانكس في دور دانييل جاكسون، جنبا إلى جنب مع أماندا تابينغ، كريستوفر جادج ودون س. ديفيس الذين مثلوا أدوار شخصيات جديدة وهي على التوالي سامانثا كارتر، تيلك وجورج هاموند. كما بقيت الشخصيات لمدة خمسة مواسم ثم غادر مايكل شانكس العرض في نهاية الموسم 5 واستعيض عنه بكورين نيميك في دور جوناس كوين. ثم عاد شانكس في بداية الموسم 7 وسحب نيميك. في نهاية الموسم 7 غادر دون س. ديفيس العرض وملأ أندرسون الفراغ الذي تركه في القصة. أما في الموسم 9، غادر ريتشارد دين أندرسون العرض وأضيفت شخصيتان رئيسيتان جديدتان مثلهما بو بريدج وبن براودر. بعد ظهورها في حلقة في الموسم 8، ثم تسعة حلقات في الموسم 9، أدى تقبل وشهرة شخصية فالا مال دوران من تمثيل كلوديا بلاك إلى حصولها على دور شخصية رئيسية في الموسم 10.
تضع إم جي إم مبلغا قدره $1,400,000 لكل حلقة من المسلسل، وتعتبره واحدًا من أهم مسلسلاتها. تم إنهاء ستاغيت في سنة 2007، لكن ظهر فيلمان ينهيان قصة المسلسل وهما: ستارغيت: ذي آرك أوف تروث وستارغيت: كونتينوم.

### ستارغيت أتلانتس
يتبع مسلسل ستارغيت أتلانتس مغامرات «بعثة أتلانتس»، وهي مجموعة تتكون من القوات العسكرية والعلماء المدنيين الذين سافروا عبر بوابة النجوم إلى مجرة بيغاسوس بحثا عن المدينة الضائعة أتلانتس، التي تركها سكانها وهم أقوى جنس معروف في ستارغيت، ويعرفون بالقدماء، أيضا يسمون اللانتيين والألتيرانيين. كان الموسم السابع من ستارغيت إس جي 1 قد ركز على البحث عن هذه المدينة الضائعة. وعند الوصول إلى المدينة، اكتشفت البعثة بأن مجرة بيغاسوس يسيطر عليها جنس عدواني قوي يدعى ريس، لذلك يجب على البعثة أن تدافع عن نفسها منهم رغم قلة عددها مقارنة بهم.
كانت ستارغيت أتلانتس مسلسل تلفزيوني مقتبس من ستارغيت إس جي 1. حيث كان من المقرر أن يتم القيام بفيلم لفصل المسلسلين بعد الموسم السادس من ستارغيت إس جي 1. لاحقا تمت إضافة موسم سابع لستارغيت إس جي 1، وتغير موعد الفيلم بعد ذلك الموسم. وأخيرا، عندما تمت إضافة موسم ثامن لستارغيت إس جي 1، أصبح الفيلم المقرر الحلقة الأخيرة من الموسم السابع وتم تقسيمها لجزئين بسبب طوله، وتم بدأ ستارغيت أتلانتس مع الموسم الثامن من إس جي 1. مما مكن المسلسلين من أن يعرضا بالتزامن في نفس الوقت وفي نفس العالم الخيالي، كما تم تصوير كل منهم في نفس الإستوديوهات.
بدأ يعرض على قناة ساي فاي في 16 يوليو 2004، بطولة جو فلانيغان وتوري هيغينسون في أدوار رئيسية، رفقة رينبو سان فرانكز وديفيد هيوليت وراشيل لوتريل. كما ظهرت شخصيتا هيوليت وهيغينسون سابقا في ستارغيت إس جي 1 (رغم أن شخصية هيغينسون لم تقم بتمثيلها هي بل أدتها جيسيكا ستين). في الموسم الثاني من أتلانتس، تمت إضافة كل من بول مكغيليون وجيسون موموا (الذي عوض فرانكز) كشخصيتين رئيسيتين. وفي نهاية الموسم الثالث، تم إزالة هيغينسون ومكغيليون من الأدوار الرئيسية، لكن ظهورهما تواصل في الموسم الرابع كشخصيات ثانوية. كما ظهرت في هذا الموسم أماندا تابينغ، بدور سامانثا كارتر من مسلسل ستارغيت إس جي 1، وكذلك جويل ستايت في دور ثانوي. ثم غادرت تابينغ العرض في الموسم الخامس لكي تتفرغ لتصوير مسلسل ستانكتوياري، وتم تعويضها بروبرت بيكاردو، الذي أصبح يمثل في مسلسلي أتلانتس وإس جي 1 في نفس الوقت بدور ريتشارد وولسي. أما في أوخر صيف 2008 أعلنت قناة ساي فاي بأنها لن تضيف مواسم جديدة لأتلانتس. وعرضت الحلقة الأخيرة في 9 يناير 2009.

### ستارغيت يونيفرس

الشخصيات الرئيسية لمسلسل ستارغيت يونيفرس. هذا المسلسل يمتاز عن عروض ستارغيت الأخرى بعدد كبير من الشخصيات.

ستارغيت يونيفرس هو المسلسل الثالث من سلسلة ستارغيت، وبدأ عرضه منذ 2 أكتوبر 2009. وتقع أحداثه على متن سفينة غامضة كانت تابعة لإحدى التجارب التي قام بها القدماء منذ ملايين السنين.
قبل معركة القدماء مع الريس وقبل أيضا أن ينقلوا مدينة أتلانتس إلى مجرة بيغاسوس، كشف هذا المسلسل على أن القدماء قاموا ببعث سفينتين فضائييتين: سفينة مبرمجة لوضع بوابات النجوم في كل مجرات الكون والثانية تتبعها وتستكشف. لذلك فإدخال 7 رموز في البوابة يمكن من السفر عبر الكواكب في نفس المجرة وإدخال 8 رموز يمكن من السفر عبر المجرات أما إدخال 9 رموز مكن الفريق من الوصول إلى تلك السفينة القديمة واسمها القدر (بالإنجليزية: the Destiny).
تم الإعلان عن هذا المسلسل منذ خريف 2007 على قناة ساي فاي، قبل بداية إضراب الكتاب الذي أوقف مشروعها. أحداث هذا المسلسل لن تكون في كوكب الأرض، ولا في قاعدة مدينة متنقلة، بل ستكون على متن سفينة تسافر من مجرة إلى أخرى. بعد إعلان إلغاء مسلسل ستارغيت أتلانتس نقل عن قناة ساي فاي بأنه سوف يبدأ العمل حول ستارغيت يونيفرس كما سيحاولون توسيع ديموغرافية مشاهدي ستارغيت عبر جذب مشاهدين أصغر سنا وكذلك المعجبين القدامى.

## رسوم متحركة

غلاف سلسلة الرسوم المتحركة ستارغيت إنفينيتي.

### ستارغيت إنفينيتي
ستارغيت إنفينيتي هو مسلسل تلفزيوني أمريكي كرتوني من نوع الخيال العلمي أنشئه إريك ليوالد ومايكل مالياني وهو مقتبس عن المسلسل الشقيق له، ستارغيت إس جي 1. قصة ستارغيت إنفينيتي تقع بعد 30 عاما في المستقبل وتتبع حياة غاس بونر وفريقه. أنشأ هذا الفريق بعد أن تم تلفيق تهمة له وهو لم يرتكبها. فهرب من قيادة الستارغيت (SGC) بعد أن قامت المخلوقات الفضائية المعروفة ب«تلاككاهن» بالهجوم على القيادة بحثا عن الكريساليس. فيهرب جنبا إلى جنب مع فريقه عبر بوابة النجوم ومعهم الكريساليس. فيذهبون من كوكب إلى كوكب حتى يعثروا على أدلة لتبرئة أنفسهم وفي نفس الوقت يتعرفون على الثقافات الفريدة من نوعها في المجرة، حتى يتمكنوا في يوم من الأيام من العودة إلى الأرض. قصة هذه السلسلة لم تعرف نهايتها أبداً بسبب انخفاض عدد المشاهدين، فألغي العرض في سنة 2003.

الشخصيات الرئيسية لستارغيت إنفينيتي

بدأ عرض ستارغيت إينفينيتي في سبتمبر 2002 ضمن العرض الصباحي في يوم السبت لقناة فوكس للأطفال ثم توقف العرض في يونيو 2003. ونظراً لافتقار هذا العرض للشعبية كان تقريباً غير معروف تماماً. تم إلغاء هذه السلسلة قبل أن تحل قصته. وكانت له ميزانية منخفضة، والتي لوحظت بشكل مستمر من قبل وسائل الإعلام. ثم أصدرت DIC Entertainment دي في دي يحتوي على 4 حلقات من السلسلة في 7 أكتوبر 2003 في المنطقة 1. ثم قامت إم جي إم بإصدار نسخة ذات 5 أقراص في 13 أغسطس 2007 في المنطقة 2. كما قامت Shout! Factory بشراء حقوق العرض وأصدرت نسخة دي في دي كاملة في 13 مايو 2008 في المنطقة 1. ومنذ 2009، أصدرت نسخة أخرى من ستارغيت إنفينيتي في المنطقة 4، خاصة أوقيانوسيا وأمريكا اللاتينية.
كتاب ومنتجوا ستارغيت إس جي 1، ستارغيت أتلانتس وستارغيت يونيفرس القصص الرئيسية لسلسلة ستارغيت لم يكونوا جزءا من فريق عمل إنفينيتي، ولا ام جي ام، أو فرق الإنتاج كما ينظر معجبي «ستارغيت» إلى «إنفينيتي» بأنه ليس جزءا رسميا من عالم ستارغيت. حسب منشئ ستارغيت إس جي 1 براد رايت، لا يجب اعتبار هذه الصور المتحركة جزءاً رسمياً من قصة ستارغيت. حيث قال «لا توجد عندي مشكلة معها. لكنني لست جزءاً منها».

## أفلام مباشرة للدي في دي

غلاف فيلم ستارغيت: كونتينوم.

ستارغيت: ذي آرك أوف تروث (بالإنجليزية: Stargate: The Ark of Truth) (بالعربية: ستارغيت تابوت الحقيقة) هو فلم أصدر مباشرة إلى الدي في دي كتبه وأخرجه روبرت س. كوبر. الفلم يحكي عن نهاية قصة ستارغيت إس جي 1 بالنسبة للأوراي، وتدور أحداثه بعد نهاية مسلسل إس جي 1، لكن قبل الموسم الرابع من ستارغيت أتلانتس. ذي آرك أوف تروث تم إصداره في نسخة دي في دي 1 (يعني موجود فقط في الولايات المتحدة الأمريكية وكندا) يوم 11 مارس 2008. قناة سكاي وان البريطانية عرضت الفلم يوم 24 مارس 2008، ثم أصدر نسخة دي في دي 2 (يعني موجود في أوروبا، الشرق الأوسط، اليابان، إفريقيا الجنوبية...) يوم 14 أفريل 2008 ثم إصدر يوم 9 أبريل 2008 نسخة من الدي في دي 4 (أمريكا الجنوبية ودول الكاريبي، إفريقيا، أستراليا، نيو زينلاندا...).
ستارغيت: كونتينوم هو فيلم خيال علمي عسكري كندي-أمريكي أصدر مبشرة لدي في دي من إنتاج إم جي إم كتبه براد رايت وأخرجه مارتن وود. الفيلم فيه مغامرات السفر عبر الزمن وهو الجزء الثاني من الأفلام التي صدرت بعد مسلسل ستارغيت إس جي 1، بعد ستارغيت: ذي آرك أوف تروث. ظهر في هذا الفيلم شخصيات الموسم العاشر من ستارغيت إس جي 1 وأيضا ظهرت فيه شخصية جاك أونيل من تمثيل ريتشارد دين أندرسون. تم تصويره في أوائل 2007 في ستوديات بريدج بفانكوفر وفي القارة الأنتراكتيكية. كما تواصل قصة الفيلم معركة الأرضيين الأخيرة مع الغواؤلد الفضائيين. ميزانية الإنتاج كانت 7 ملايين دولار. صدر الفيلم لأول مرة في 29 يوليو 2008. كما عرض على شاشة التلفاز.
كشف المنتج المنفذ براد رايت أن حلقة مسلسل ستارغيت إس جي 1 الأولى «أبناء الآلهة» (Children of the Gods) يتم تحضيرها لكي تصدر في فيلم دي في دي مع إضافة مؤثرات بصرية جديدة لها وتحسين جودة الصورة وكذلك ستحتوي على مشاهد لم تعرض في التلفاز.
في أبريل 2009، أكدت شركة إم جي إم إعدادها لفيلم ثالث حول إس جي 1 وكان براد رايت قد أعلن عنه في مايو 2008. رايت سوف يقوم بكتابة الفيلم مع المنتج السابق لمسلسل ستارغيت أتلانتس كارل بندر. والمخرج سيكون ماتن وود. حسب رايت، الفيلم سوف يركز حول شخصية «جاك أونيل» وسوف يحاول جمع مايقدر عليه من شخصيات إس جي 1، وذلك حسب ميزانية الفيلم وتوفر الممثلين. كما أكد الممثل مايكل شانكس (دانييل جاكسون) بأنه سيشارك في الفيلم مع ريتشارد دين أندرسون. أيضا أكدت أماندا تابينغ ظهورها في فيلم إس جي 1 الثالث وفيلم أتلانتس الأول. حسب رايت، شخصية فالا مال دوران لن تظهر في الفيلم. عنوان هذا الفيلم سوف يكون ستارغيت: ريفيلوشن (Stargate: Revolution) حيث أعلن عنه جوزيف مالوتزي في مدونته في الإنترنت.
حسب قناة ساي فاي وجوزيف مالوتزي، تم بدأ العمل على أول فيلم ستارغيت حول يواصل قصة مسلسل ستارغيت: أتلانتس بعد أن ألغي في نهاية موسمه الخامس. ويتوقع أن تنتج أفلام أخرى إذ نجح الفيلم الأول. هناك بعض الإشاعات حول اسم الفيلم الذي سيكون ستارغيت: إكستينكشن. في مايو 2009، تم الانتهاء من نص الفيلم.

## التقبل
تحصل فيلم ستارغيت على $16.7 مليون في أسبوع افتتاحه،  وتلقى ردود فعل متباينة من النقاد، حيث انتقدت إيجابيا من قبل روجر إبرت،  مما جعلها تحصل على نتيجة 46% في موقع الطماطم الفاسدة. ورغم أن الفيلم عرف آنذاك بأنه الجزء الأول من ثلاثة أفلام،  توجه إمريخ وديفلين إلى إنتاج فيلم يوم الإستقلال، ولم يظهر ديفلين اهتماما بستاغيت إلا في سنة 2006 وأراد أن يواصل إنتاج الجزءين الثاني والثالث.   لكن شركة إم جي إم التي تمتلك حقوق ستارغيت أنجحت الفيلم بعد أن واصلته بمسلسل تلفزيوني وهو ستارغيت إس جي 1 بدون لمسة إمريخ وديفلين.

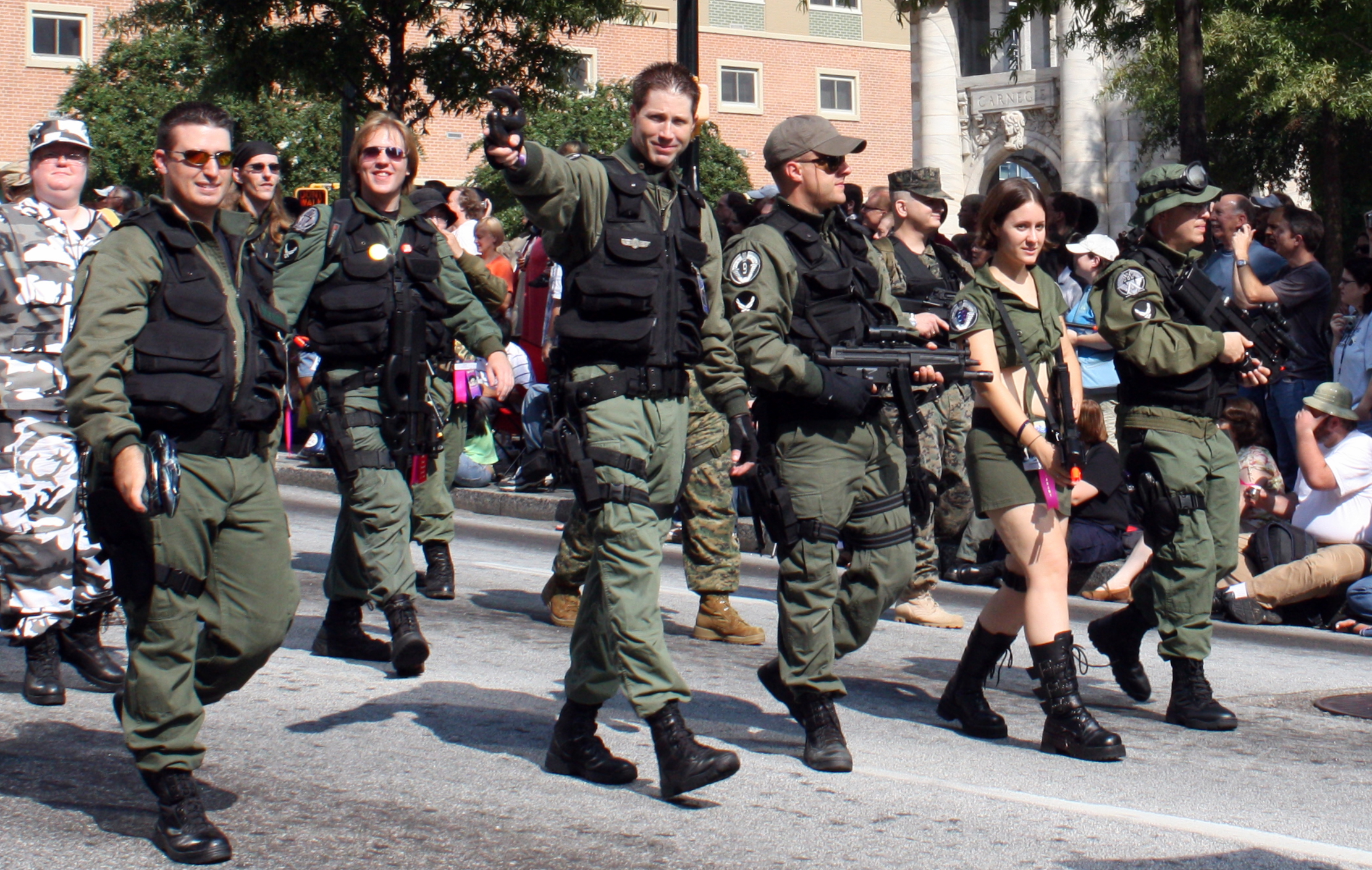
أحباء ستارغيت (يسمون كذلك بالغيتورز ""Gaters") متنكرين في أزياء فرق إس جي في مؤتمر دراغون كون 2008

فاز مسلسل ستارغيت إس جي 1 بجائزة زحل لأفضل مسلسل تلفزيوني متواصل في عدة مناسبات، كما فاز المملثون وفريق الإنتاج بعدة جوائز مشابهة. كما تلقى المسلسل مؤخرا إشادة حول مؤثراته البصرية التي زادت من حيث الجودة والواقعية عندما تحصل المسلسل على ميزانية أكبر. في 21 أغسطس 2006 أعلنت قناة ساي فاي بأنها لن تجدد ستارغيت إس جي 1 لموسم حادي عشر بعد عشرة مواسم بسبب سوء الأداء. سبب هذا الخبر عضب العديد من المعجبين ووصلوا إلى إنشاء مواقع كرد فعل على التزامهم للسلسلة. كمت قال المتحدث باسم الإنتاج كل الخيارات لمواصلة إس جي 1 يجري النظر فيها، بما في ذلك البث الرقمي الكامل. وأكد روبرت س. كوبر لموقع أحباء ستارغيت غيتورلد بأنه يعمل حاليا لمواصلة إس جي 1. حاليا، لم تطلب أي قناة أ شركة حلقات جديدة من المسلسل لذلك فهو قيد الانتظار حتى يمكن العثور على مشتري جديد. ومع ذلك، فقد حاولت قناة ساي فاي عرقلة شبكات أخرى من الحصول على حقوق البث، متمسكة بعقدها الأصلي مع شركة إم جي إم. وقد تحصل ستارغيت أتلانتس على عدة جوائز في التمثيل، والمؤثرات البصرية والإخراج، بما في ذلك جائزة WorldFest البلاتينية لديفيد وينينغ لإخراجه حلقة في الموسم الأول. كما أثبت ستارغيت أتلانتس بأنه ناجح مثل إس جي 1، حسب «تصنيفات نيلسن للمشاهدة»، فازت سلسلة ستارغيت سنة 2009 بجائزة كوكبية في فئة المساهمة الكندية المتميزة في أفلام ومسلسلات الخيال العلمي في 2008.
كان معدل مشاهدة ستارغيت إس جي 1 وأتلانتس حوالي 10 ملايين شخص كل أسبوع في جميع أنحاء العالم. حسب ما قاله براد رايت، منشئ ستارغيت إس جي 1 وستارغيت أتلانتس، العرض يحظى بشعبية كبيرة في بريطانيا وألمانيا وفرنسا وأستراليا، لكن مع مشاهدات ضعيفة في وطنه كندا. وتشير التقديرات إلى أنه تم بيع نحو 30 مليون قرص دي في دي من ستارغيت في جميع أنحاء العالم في عام 2006.
حصل فيلم ستارغيت: ذي آرك أوف تروث في الولايات المتحدة على 1.59 مليون دولار في الإيجارات في الأسبوع الأول، وعلى 1.38 مليون دولار في الإيجارات في الأسبوع الثاني وعلى 1.19 مليون دولار في الإيجارات في الأسبوع الثالث وهو ما مجموعه 4.16 مليون دولار. كما حصل على 9.0 مليون دولار في المبيعات. أما فيلم ستارغيت: كونتينوم فقد جمع 8 ملايين دولار في الولايات المتحدة. وأثار الفيلم إشادات إيجابية من قبل النقاد. ومن المقرر عقد فيلم ثالث من ستارغيت إس جي 1 لمتابعة التواصل، والفيلم سوف يتمحور حول شخصية جاك أونيل.

## الأدب
هناك ثلاثة سلسلات روايات مستندة على ستارغيت، واحدة مستندة على فيلم ستارغيت أما الاثنان الآخران فهما مستندتان على مسلسلي ستارغيت إس جي 1 وستارغيت أتلانتس. السلسلة الأولى ألفها بيل مكاي ونشرت من 1995 إلى 1999 وكانت مواصلة غير رسمية للفيلم. أنتجت هذه الروايات اعتمادا على الملاحظات الأصلية التي كتبها دين ديفلين ورولاند إمريخ مؤلفي الفيلم الأصلي، لمحاولة لإظهار ما كان سيحدث لو تواصلت أجزاء أخرى للفيلم.و رغم أنه حاول أن يبقي قصة الروايات قريبة من النسخة الأصلية، ستارغيت إس جي 1، التي اتبعت قصة أخرى جديدة للسلسلة بسبب تغيير جذري في المخرجين والكتاب والمطورين. هذا يعتبر أول انقسام لسلسلة ستارغيت.
لاحقا، من سنة 1999 إلى سنة 2001، نشرت المكتبة الأمريكية الجديدة (New American Library) أربع روايات مستندة على مسلسل ستارغيت إس جي 1. في 2004، بدأت دار نشر فاندمونيوم (Fandemonium) البريطانية سلسلة روايات أخرى مستندة كذلك على ستارغيت إس جي 1. وبسبب النزاع على الترخيص مع المكتبة الأمريكية الجديدة، لم تباع روايات هذه السلسلة في الولايات المتحدة، بل فقط في أستراليا، كندا، نيوزيلندا، جنوب أفريقيا والمملكة المتحدة. لكنها أصبحت متوفرة في الولايات المتحدة بدءا من سنة 2006. بدأت مجلة ستارغيت الرسمية التي أنتجتها تايتن للنشر بنشر أقصوصات من تأليف فاندمونيوم في عددها الثامن. وكانت القصص مرة حول ستارغيت إس جي 1 ومرة أخرى حول ستارغيت أتلانتس.
كما بدأ نشر سلسلة مجلات مصورة مستندة على مسلسلي ستارغيت إس جي 1 وأتلانتس من قبل أفاتار بريس في سنة 2003. وقد تم نشر خمسة حتى الآن، وهي من تأليف جيمس أنثوني وصور جورج كوريا. في فبراير 2008 أعلن أن بيغ فينيش للإنتاج سوف تطلق رسميا كتب صوتية يقرئها واحد من الممثلين الرئيسيين. أول قصة، متوفرة للتحميل على قرص أو تحميل رقمي وهي هدية الآلهة (Gift of the Gods) من قراءة مايكل شانكس وشر لاوم (A Necessary Evil) من قراءة توري هيغنسون.

### قائمة مؤلفات ستارغيت الأدبية الكاملة

#### روايات من تأليفبيل مكاي
| العنوان        | تاريخ النشر |
| -------------- | ----------- |
| Stargate       | ديسمبر 1994 |
| Rebellion      | أكتوبر 1995 |
| Rataliation    | سبتمبر 1996 |
| Retribution    | أكتوبر 1997 |
| Reconnaissance | مايو 1998   |
| Resistance     | أكتوبر 1999 |

#### روايات ROC
| العنوان              | المؤلف     | تاريخ النشر |
| -------------------- | ---------- | ----------- |
| Stargate SG-1        | أشلي مكونل | أكتوبر 1998 |
| The price you pay    | أشلي مكونل | يوليو 1999  |
| The first amendament | أشلي مكونل | فبراير 2000 |
| The morpheus factor  | أشلي مكونل | فبراير 2001 |

#### روايات فاندمونيوم

##### ستارغيت إس جي 1
| العنوان                     | المؤلف                  | تاريخ النشر |
| --------------------------- | ----------------------- | ----------- |
| Trial by fire               | سابين س.باور            | يوليو 2004  |
| Sacrifice moon              | جولي فورتشن             | سبتمبر 2004 |
| A matter of honor           | سالي مالكولم            | نوفمبر 2004 |
| City of Gods                | سوني وايتلو             | أبريل 2005  |
| The cost of honor           | سالي مالكولم            | أغسطس 2005  |
| Siren song                  | هولي سكوت جيامي دنكان   | فبراير 2006 |
| Survival of the fittest     | سابين س. باور           | يوليو 2006  |
| Alliances                   | كارين ميلر              | أكتوبر 2006 |
| Roswell                     | سوني وايتلو جنيفر فالون | يوليو 2007  |
| Relativity                  | جيمس سوالو              | أكتوبر 2007 |
| The Barque of Heaven        | سوزان وود               | يناير 2008  |
| Do No Harm                  | كارين ميلر              | يونيو 2008  |
| Hydra                       | هولي سكوت—جيامي دنكان   | ديسمبر 2008 |
| Valhalla                    | تيم واجنر               | نوفمبر 2009 |
| The Power Behind The Throne | ستيفن سافيل             | مايو 2010   |
| Four Dragons                | ديانا بوتسفورد          | يناير 2010  |

##### ستارغيت أتلانتس
| العنوان               | المؤلف                      | تاريخ النشر |
| --------------------- | --------------------------- | ----------- |
| Rising                | سالي مالكوم                 | ديسمبر 2005 |
| Reliquary             | مارثا ويلز                  | مارس 2005   |
| The Chosen            | سوني وايتلو إليزابث كريتنسن | أبريل 2006  |
| Halcyon               | جيمس سوالو                  | أغسطس 2006  |
| Exogenesis            | سوني وايتلو إليزابث كريتنسن | ديسمبر 2006 |
| Entanglement          | مارثا ويلز                  | أبريل 2007  |
| Casualties of war     | إليزابث كريتنسن             | سبتمبر 2007 |
| Blood ties            | سوني وايتلو إليزابث كريتنسن | ديسمبر 2007 |
| Mirror mirror         | سابين س. باور               | أغسطس 2008  |
| Angelus               | بيتر ج. إفانز               | يناير 2009  |
| Nightfall             | جيمس سوالو                  | فبراير 2009 |
| 'Angelus'             | بيتر ج. إفانز               | مارس 2009   |
| The Internal Darkness | كيفن هوسي                   | أغسطس 2009  |
| Dead End              | كريس رايت                   | سبتمبر 2009 |
| Brimstone             | ديفيد نيال ويلسون           | ديسمبر 2009 |
| Hunt And Run          | آرون روزنبرغ                | أبريل 2010  |
| Death Game            | جو غراهام                   | 2010        |